# أغنية الكمبيادور
أغنية الكمبيادور (باللاتينية: Carmen Campidoctoris) وفي المصادر العربية (أغنية القنبيطور) هي ملحمة شعرية لاتينية من العصور الوسطى كتبها مؤلف مجهول تتألف من 128 بيت شعر في 28 مقطع، وهي أقدم قصيدة عن البطل الشعبي الإسباني رودريغو دياث دي فيفار, وجدت مخطوطة الأغنية في دير سانتا ماريا دي ريبوي في القرن السابع عشر الميلادي، ونُقلت إلى المكتبة الوطنية الفرنسية، ولازالت فيها تحت اسم المخطوطة رقم lat. 5132.